# Giuseppe Di Donna
Giusseppe Di Donna (Rutigliano, 23 de agosto de 1901 - Andría, 2 de enero de 1952), también conocido por su nombre religioso José de la Virgen, fue un religioso trinitario italiano, misionero en Madagascar y luego obispo de la diócesis de Andría en Italia en la Puglia.

## Biografía

### Origen
José Di Donna nació en Rutigliano, pequeña población de la provincia de Bari en la Puglia, el 23 de agosto de 1901, en el seno de una familia campesina acomodada y de profundos valores cristianos. Era el último de diez hermanos.
El hermano mayor, Juan Bautista Di Donna, se ordenó sacerdote cuando este todavía José era niño. La decisión de su hermano y la predicación de un trinitario por su pueblo, influyeron de manera especial en su vocación. Su padre se oponía a que otro de sus hijos se hiciera sacerdote, pero finalmente cedió a los ruegos de José.

### Trinitario
El 12 de octubre de 1912 José Di Donna ingresó al seminario menor de los trinitarios en Palestrina (Provincia de Roma). Durante su formación se caracterizó especialmente por su piedad, por su amor a la Orden Trinitaria y su espíritu misionero.
Hacia finales de septiembre de 1916 se trasladó a la casa de la Trinidad de San Fernando en Livorno para iniciar su noviciado, donde cambió su nombre por José de la Virgen. Al finalizar su noviciado fue trasladado a la comunidad de San Crisógono en Roma, para cursar sus estudios de filosofía y teología en la Universidad Gregoriana. El 7 de julio de 1920, en esa Alma Mater consiguió el doctorado en filosofía.
El 22 de diciembre de 1923 hizo su profesión solemne, y al año siguiente sin ser aún sacerdote, fue nombrado por el Ministro General de la Orden, Javier Pellerin, maestro de los estudiantes profesos. Ese mismo año, el 18 de mayo, fue ordenado presbítero. En 1925 consiguió en la Gregoriana el título de doctor en teología.

### Misionero en Madagascar
José de la Virgen formó parte de la primera expedición de misioneros trinitarios enviados a Madagascar en 1926, con apenas 25 años, acompañado de los hermanos de hábito, Benito Di Caro, Valeriano Marchioni, Pacífico Persanti y Loreto Salviati. José cuenta como había sido para él un momento especial: «Hoy 26 de marzo de 1926, viernes de pasión, fiesta de Nuestra Señora de los Dolores, primer día de mi vida de esponsalicio entre la cruz y mi persona». Ese mismo día fabricó una cruz con púas, que fue después el símbolo de su misión, y comenzó inmediatamente a estudiar todo sobre Madagascar, lengua, cultura, geografía, etc. El 4 de junio se realizó la ceremonia de envío y el 21 de junio partió con los misioneros desde el puerto de Marsella.
El 28 de julio los religiosos desembarcaron en el puerto de Tamatave (Madagascar) y de allí salieron a la capital Antananarivo. EL vicario apostólico de Antananaribo les destinó a la misión de Miarinarivo, para entonces centro administrativo de la provincia de Itasy, a unos 100 km de la capital del país. En la misión, Di Donna cuenta los kilómetros de distancia que tenía que caminar para visitar las cristiandades, bajo muchas incomodidades, de las cuales parece no haberse quejado nunca, todo lo aceptaba por su fe y los que le conocieron dicen que siempre se mostraba sonriente. Muchos fueron los malgaches animistas que se convirtieron al cristianismo católico por la misión del religioso trinitario, a ellos dedicó once años de su juventud.
En 1935 Di Donna fue nombrado superior de la misión de Madagascar, entre sus relatos sobre ella, cuenta como las poblaciones animistas de las montañas estaban dispuestas a abrazar el cristianismo por las similitudes de creencias, eran muy afines a los valores evangélicos de la fraternidad, la amistad, la solidaridad y a la creencia de un único Dios creador, por lo que los misioneros eran recibidos como «hombres de Dios». Aprovechando las similitudes entre las creencias populares y la religión cristiana, Di Donna fundó otras cristiandades, ante tanto trabajo el religioso pidió refuerzos a la Orden para la misión, llegaron otros dos religiosos y las religiosas Trinitarias de Valance, para ocuparse estas de la escuela y el internado. Es a partir de 1935 que los trinitarios logran el permiso de fundar un seminario y un noviciado trinitario, para aceptar vocaciones nativas. La misión llegaría a crecer en número de fieles y de conversos, que en 1939 el papa Pío XII creó de la misión trinitaria el Vicariato apostólico de Miarinarivo, nombrando un malgache como su primer obispo, Ignace Ramarosandratana, cuya consagración fue en Roma y a la cual asistió Di Donna.

### Obispo de Andría
Luego de la ordenación del primero obispo malgache en Roma, José de la Virgen si disponía a regresar a la misión, cuando el 12 de noviembre de 1939 le llega un telegrama del Ministro general de la Orden, donde le ordenaba regresar a Roma, porque el papa Pío XII le había nombrado obispo de Andría, en la región de la Puglia (Italia). Con el dolor de no poder regresar a la misión, el 31 de marzo de 1940 fue consagrado obispo pro el cardenal Rafaello Rossi, y el 5 de mayo tomó posesión de su diócesis.
Di Donna consagró su diócesis al Sagrado Corazón de Jesús el 15 de julio de 1940, durante los tiempos difíciles de la Segunda Guerra Mundial. Sus visitas pastorales iban enfocadas en la óptica de la unidad y de la comunión del clero de la diócesis. Su acción pastoral no solo se limitó a la enseñanza de la doctrina y al plano espiritual, sino que en la urgencia y las dificultades económicas por las que pasaba la gente, hacía lo posible por remediarlas. En 1947 celebró un Congreso Mariano. Luego de 12 años de servicio en la diócesis el religioso trinitario, misionero y obispo murió el 2 de enero de 1952.

## Proceso de Beatificación
El 2 de julio de 2008 fue declarado venerable por el papa Benedicto XVI.